# Brdo pri Lukovici
Brdo pri Lukovici (nemško Egg) je majhno gručasto naselje v Občini Lukovica v bližini Lukovice pri Domžalah. Leži na vzhodu Gorenjske in spada v Osrednjeslovensko statistično regijo.
Leži na rečni terasi nad glavno cesto Ljubljana–Celje. Na JZ meji na Šentvid pri Lukovici, na JV na Lukovico pri Domžalah, na Z na  Prevoje pri Šentvidu, na SZ na Rafolče.

## Etimologija
Brdo pri Lukovici je v pisnih virih prvič omenjeno leta 1340 z nemškim imenom Ekk, nato leta 1436 kot Ekch in Egk leta 1473.:94 Leta 1953 je bilo naselje preimenovano iz Brdo v Brdo pri Lukovici.

## Objekti
V naselju stojijo grad Brdo pri Lukovici, Osnovna šola Janka Kersnika, cerkev Marijinega vnebovzetja, Kersnikovo posestvo z njegovim doprsnim kipom in spominsko ploščo, kapelica iz sredine 18. stoletja in sadovnjak Biotehniške fakultete v Ljubljani. Poleg gradu stoji spomenik povojnim žrtvam.
Cerkev Marijinega vnebovzetja je bila zgrajena leta 1718 na mestu nekdanje kapele. Leta 1753 in 1883 je bila prezidana, notranjost pa krasijo freske Franza Antona Werleta iz okrog leta 1755.

## Grad Brdo
Grad Brdo leži poleg središča naselja na vzeptini nad naseljem. Leta 1552 so ga zgradili Lambergi, kasneje pa prešel v last Apfaltrerjev, nato leta 1740 spet Lambergov. Po zasnovi je grad zgrajen v renesančnem slogu s štirimi trakti okrog kvadratnega dvorišča, na vogalih je utrjen s stolpi. Na gradu se je 1852 rodil pisatelj Janko Kersnik, ki je tu ustvaril večino svojih del. Grad so leta 1943 požgali partizani, po vojni pa oblasti lastnikom niso dovolile obnove, s tem je stavba tudi propadla. Zunanji zidovi so bili prenovljeni po konservatorskem posegu leta 1994.

## Pomembni krajani
- Leopold Höffern-Laafeld (1824–1876), javna osebnost in politik
- Janko Kersnik (1852–1897), slovenski pisatelj in politik
- Janko Kersnik mlajši (1881–1931), slovenski politik
- Jožef Kersnik (1823–1877), slovenski pravnik in sodnik
- Dragotin Lončar (1876–1954), slovenski zgodovinar in politik
- France Marolt (1891–1951), slovenski glasbenik in etnomuzikolog
- Feliks Stegnar (1842–1915), slovenski učitelj in skladatelj
- Janez Škofic (1821–1871), slovenski nabožni pisatelj